# Komořany
Komořany är en ort i Tjeckien.   Den ligger i regionen Södra Mähren, i den östra delen av landet, 200 km sydost om huvudstaden Prag. Komořany ligger 245 meter över havet och antalet invånare är 672.
Terrängen runt Komořany är platt åt sydost, men åt nordväst är den kuperad.Runt Komořany är det ganska tätbefolkat, med 124 invånare per kvadratkilometer. Närmaste större samhälle är Vyškov, 9,5 km nordost om Komořany. Trakten runt Komořany består till största delen av jordbruksmark.